# 케이젯정밀
케이젯정밀 주식회사는 고려아연을 모회사로 하는 대한민국의 산업용 기자재 기업이다.사명인 케이젯정밀은 영문 회사명인 Korea Zinc의 앞 글자에서 유래되었다.

## 역사
1983년 설립되어 미국 Flowserve 기술제휴로 고려아연그룹에 펌프와 밸브를 공급해 왔다.
2024년 영풍·MBK파트너스와 표 대결을 앞둔 고려아연 측이 케이젯정밀을 활용해 400억 원 규모의 고려아연 지분 추가 장내 매수하고 있다.
2025년 3월 20일에 사명을 영풍정밀에서 케이젯정밀로 사명을 변경하였다.

## 같이 보기
- 고려아연